# Тавуларис, Дин
Дин (Константи́нос) Тавула́рис (греч. Ντιν (Κωνσταντίνος) Ταβουλάρης, англ. Dean Tavoularis; род. 18 мая 1932, Лоуэлл, Массачусетс, США) — американский художник-постановщик и арт-директор кино, наиболее известный по работам над фильмами «Бонни и Клайд» (1967), «Крёстный отец» (1972), «Крёстный отец 2» (1974), «Ограбление Бринкса» (1978), «Апокалипсис сегодня» (1979) и «От всего сердца» (1982). Лауреат премий «Оскар» (1975) и BAFTA (1989).

## Биография
Родился 18 мая 1932 года в Лоуэлле (Массачусетс, США) в семье греческих иммигрантов. Всё своё детство и юность провёл в Лос-Анджелесе (Калифорния). Отец Дина был владельцем кафетерия, и во время летних каникул его сын помогал ему в бизнесе, доставляя кофе, в том числе в киностудию «20th Century Fox», президентом которой в то время был их земляк Спирос Скурас. Именно так он впервые познакомился с миром кино. Позднее Тавуларис признался, что первое посещение студии вызвало у него такое чувство, будто он обнаружил рай на земле.
Изучал архитектуру и живопись в различных академиях художеств, после чего работал в компании «Walt Disney Pictures», сначала в анимационном отделе, а позднее в качестве художника-раскадровщика. Участвовал в производстве таких фильмов как «20 000 льё под водой» (1954), «Леди и Бродяга» (1955), «Поллианна» (1960) и «Ловушка для родителей» (1961).
По приглашению Артура Пенна работал над созданием фильмов «Бонни и Клайд» (1967) и «Маленький большой человек» (1970), а позднее сотрудничал с Фрэнсисом Фордом Копполой.

## Личная жизнь
С 1986 года женат на французской актрисе Орор Клеман, с которой познакомился во время съёмок фильма «Апокалипсис сегодня».

## Фильмография
| Фильмы | Фильмы                             | Фильмы                           | Фильмы |
| Год    | На русском языке                   | На языке оригинала               | Награды и номинации |
| ------ | ---------------------------------- | -------------------------------- | --- |
| 1965   | Внутренний мир Дэйзи Кловер        | Inside Daisy Clover              | |
| 1967   | Бонни и Клайд                      | Bonnie and Clyde                 | |
| 1968   | Петулия                            | Petulia                          | |
| 1968   | The Young Loner                    |                                  | |
| 1968   | Сладкоежка                         | Candy                            | |
| 1970   | Забриски-пойнт                     | Zabriskie Point                  | |
| 1970   | Маленький большой человек          | Little Big Man                   | |
| 1972   | Крёстный отец                      | The Godfather                    | |
| 1974   | Разговор                           | The Conversation                 | |
| 1974   | Крёстный отец 2                    | The Godfather Part II            | Премия «Оскар» за лучшую работу художника-постановщика                                                                                |
| 1975   | Прощай, моя красавица              | Farewell, My Lovely              | |
| 1978   | Ограбление Бринкса                 | The Brink’s Job                  | Номинация на премию «Оскар» за лучшую работу художника-постановщика                                                                   |
| 1979   | Апокалипсис сегодня                | Apocalypse Now                   | Номинация на премию «Оскар» за лучшую работу художника-постановщика Номинация на премию BAFTA за лучшую работу художника-постановщика |
| 1982   | От всего сердца                    | One from the Heart               | |
| 1982   | Хэммет                             | Hammett                          | |
| 1982   | Мастер побегов                     | The Escape Artist                | |
| 1983   | Изгои                              | The Outsiders (film)             | |
| 1983   | Бойцовая рыбка                     | Rumble Fish                      | |
| 1986   | Гнев                               | Heat                             | |
| 1986   | Пегги Сью вышла замуж              | Peggy Sue Got Married            | |
| 1987   | Влюблённый мужчина                 | Un homme amoureux                | |
| 1987   | Сады камней                        | Gardens of Stone                 | |
| 1988   | Такер: Человек и его мечта         | Tucker: The Man and His Dream    | Номинация на премию «Оскар» за лучшую работу художника-постановщика Премия BAFTA за лучшую работу художника-постановщика              |
| 1989   | Нью-йоркские истории               | New York Stories                 | |
| 1990   | Крёстный отец 3                    | The Godfather Part III           | Номинация на премию «Оскар» за лучшую работу художника-постановщика                                                                   |
| 1992   | Окончательный анализ               | Final Analysis                   | |
| 1992   | Крёстный отец. Трилогия. 1901—1980 | The Godfather Trilogy: 1901—1980 | |
| 1993   | Восходящее солнце                  | Rising Sun                       | |
| 1993   | Срок сохранения                    | Shelf Life                       | |
| 1994   | Я люблю неприятности               | I Love Trouble                   | |
| 1996   | Джек                               | Jack                             | |
| 1998   | Булворт                            | Bulworth                         | |
| 1998   | Ловушка для родителей              | The Parent Trap                  | |
| 1999   | Девятые врата                      | The Ninth Gate                   | |
| 2001   | Агент «Стрекоза»                   | CQ                               | |
| 2001   | Глаза ангела                       | Angel Eyes                       | |
| 2011   | Резня                              | Carnage                          | |
| 2012   | Терапия                            | A Therapy                        | |